# Simona Păuca
Simona Păuca (heute Simona Rus) (* 19. September 1969 in Azuga, Kreis Prahova) ist eine ehemalige rumänische Kunstturnerin und zweifache Olympiasiegerin.

## Karriere
Im Alter von 14 Jahren nahm sie bei den Olympischen Sommerspielen 1984 in Los Angeles teil und wurde zusammen mit ihrer Teamkameradin Ecaterina Szabó Olympiasiegerin am Schwebebalken. Mit der rumänischen Mannschaft gewann sie eine weitere Goldmedaille im Mehrkampf. Im Einzelmehrkampf wurde sie Dritte. 1993 heiratete sie den Geschäftsmann Gheorghe Rus und ist inzwischen Mutter eines Sohnes. Derzeit lebt sie in Cluj-Napoca, wo sie als Trainerin arbeitet.